# كارترية (نبات)
الكارترية (الاسم العلمي: Carteria) هي جنس من النباتات تتبع الفصيلة المتلحفات من رتبة المتلحفيات.

## أنواع نبات الكارترية
- كارترية أوليفرية
- كارترية بحرية
- كارترية صغرى
- كارترية عصوية
- كارترية قلبية الشكل
- كارترية كروية
- كارترية مائلة
- كارترية مقطعة الأوراق
- كارترية مكعبة
- كارترية منخفضة